# Kiln House
Kiln House es el cuarto álbum de estudio de la banda británica de rock Fleetwood Mac, publicado en 1970 por el sello Reprise Records. Es la primera producción luego de la salida de Peter Green, por ello, Danny Kirwan y Jeremy Spencer asumieron la responsabilidad de la composición de las canciones. Por dicho motivo, se alejaron del blues rock de los anteriores discos, adoptando de lleno el género rock. Además, apareció por segunda vez, pero con mayor influencia, la música Christine Perfect, que colaboró con algunos coros, tocando los teclados y creando la portada. No obstante, solo fue acreditada como música invitada.
Alcanzó el puesto 39 en los UK Albums Chart, la posición más baja desde que debutaron en 1968. Mientras que en los Estados Unidos obtuvo la posición 69 en la lista Billboard 200.
Dentro del listado de canciones fueron versionados los temas «Hi Ho Silver» de Fast Waller y «Mission Bell», conocida por ser interpretada por Paul McCartney. Además, en la canción «Buddy's Song» se acreditó a la madre de él, Ella Holley; sin embargo, Kirwan reconoció que era «Peggy Sue Got Married» y que solo le habían cambiado la letra para rendirle tributo a Buddy Holly, que es su compositor.

## Lista de canciones
| N.º | Título                          | Escritor(es)                     | Duración |  |
| 1.  | «This is the Rock»              | Spencer                          | 2:45     |  |
| 2.  | «Station Man»                   | Kirwan, Spencer, John McVie      | 5:49     |  |
| 3.  | «Blood on the Floor»            | Spencer                          | 2:44     |  |
| 4.  | «Hi Ho Silver»                  | Fast Waller, Ed Kirkeby          | 3:05     |  |
| 5.  | «Jewel-Eyed Judy»               | Kirwan, McVie, Mick Fleetwood    | 3:17     |  |
| 6.  | «Buddy's Song»                  | Ella Holley                      | 2:08     |  |
| 7.  | «Earl Gray»                     | Kirwan                           | 4:01     |  |
| 8.  | «One Together»                  | Spencer                          | 3:23     |  |
| 9.  | «Tell Me All the Things You Do» | Kirwan                           | 4:10     |  |
| 10. | «Mission Bell»                  | Jesse D. Hodges, William Michael | 2:32     |  |

## Músicos
- Jeremy Spencer: voz, guitarra y piano
- Danny Kirwan: voz y guitarra
- John McVie: bajo
- Mick Fleetwood: batería
- Christine Perfect: coros y teclados (música invitada)